# ハダカイワシ目
ハダカイワシ目（英: Myctophiformes）は、硬骨魚類の分類群の一つ。ハダカイワシ科とソトオリイワシ科の2科で構成され、36属254種からなる。含まれるすべての種類は深海魚で、特にハダカイワシの仲間は数・種類ともに豊富であり、深海の生態系において重要な位置を占めている。

## 概要
ハダカイワシ目の魚類は全世界の外洋に分布し、水深200m以深の深海を主な生息域とする。水深200～1,000mの中層に住む深海魚としては、オニハダカ属（ワニトカゲギス目）の魚類と並び、種類・数の両面で支配的である。大型深海生物の食料として食物連鎖で重要な地位を占めるほか、夜間に餌を求めて海面近くまで浮上する行動（日周鉛直移動）を通じて、浅海の有機物を深海に運ぶ役割をも担っている。
ハダカイワシ目はかつてヒメ目に含められていたが、鰓周囲の筋肉の付き方が異なること、上咽鰓骨をもつことなどから区別され、現在は単独の目として扱われている。体は左右に平べったく側扁し、口は大きい。脂鰭（あぶらびれ）を持つ。資源量は莫大であるが、深海で浮力を得るために体には水分・脂肪分が多く、食用として利用されることはほとんどない。

## 分類
ハダカイワシ目はハダカイワシ科とソトオリイワシ科の2科36属254種で構成される。含まれる種の大半はハダカイワシ科であり、ソトオリイワシ科はごく少数である。

### ソトオリイワシ科

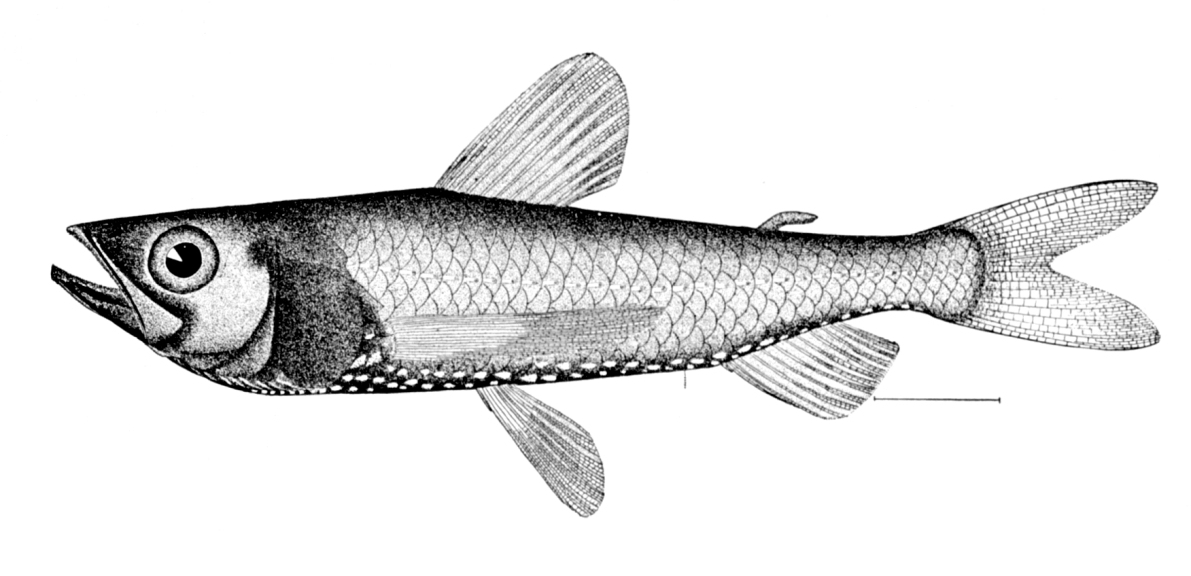
ソトオリイワシ（Neoscopelus macrolepidotus）。臀鰭と背鰭の間隔は離れている

ソトオリイワシ科 Neoscopelidae は3属6種からなる。太平洋・インド洋・大西洋に分布する。臀鰭の起始部は背鰭よりもずっと後方にある。ソトオリイワシ属のみ発光器をもち、クロゴイワシ属は浮き袋をもつ。体長は最大で30cm程度。
- ソトオリイワシ属 Neoscopelus
  - ソトオリイワシ Neoscopelus macrolepidotus
  - サンゴイワシ Neoscopelus microchir
  - シチゴイワシ Neoscopelus porosus
- クロゴイワシ属 Scopelengys
  - クロゴイワシ Scopelengys tristis
  - Scopelengys clarkei
- Solivomer 属
  - Solivomer arenidens

### ハダカイワシ科

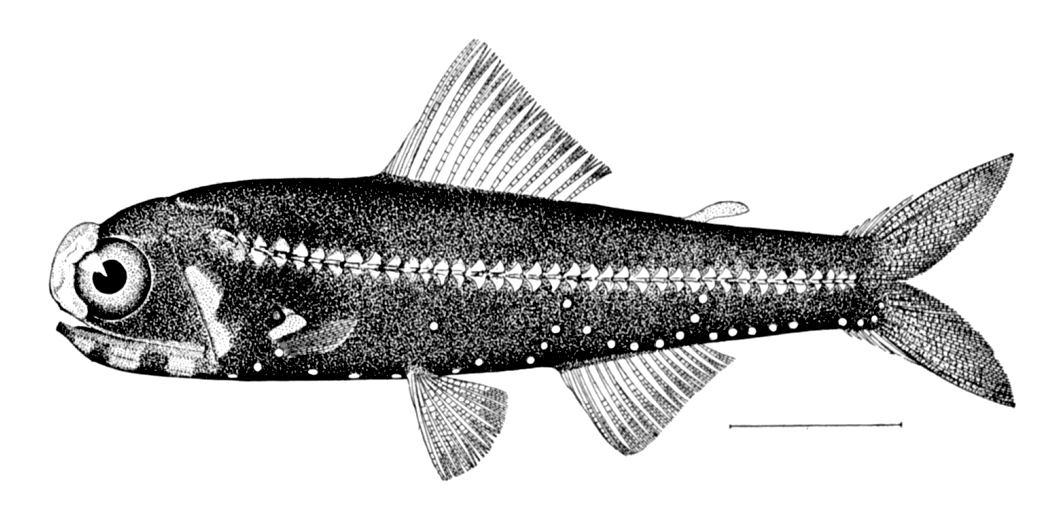
タマハダカ（Diaphus effulgens）。臀鰭の前端は背鰭の後端とほぼ同じ位置にある

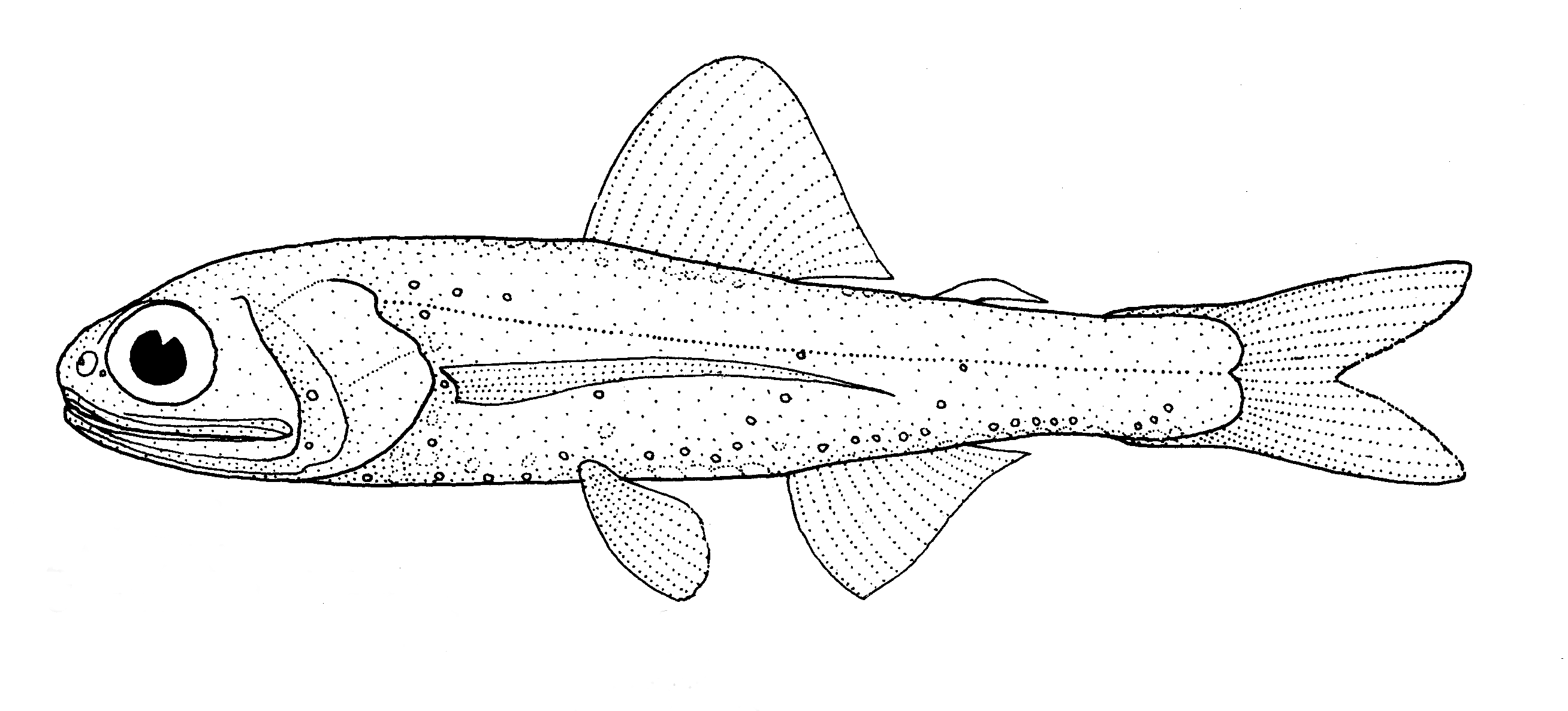
ゴコウハダカ（Ceratoscopelus warmingii）。温暖な海の深海に生息する種類で、体長は8cmほどになる

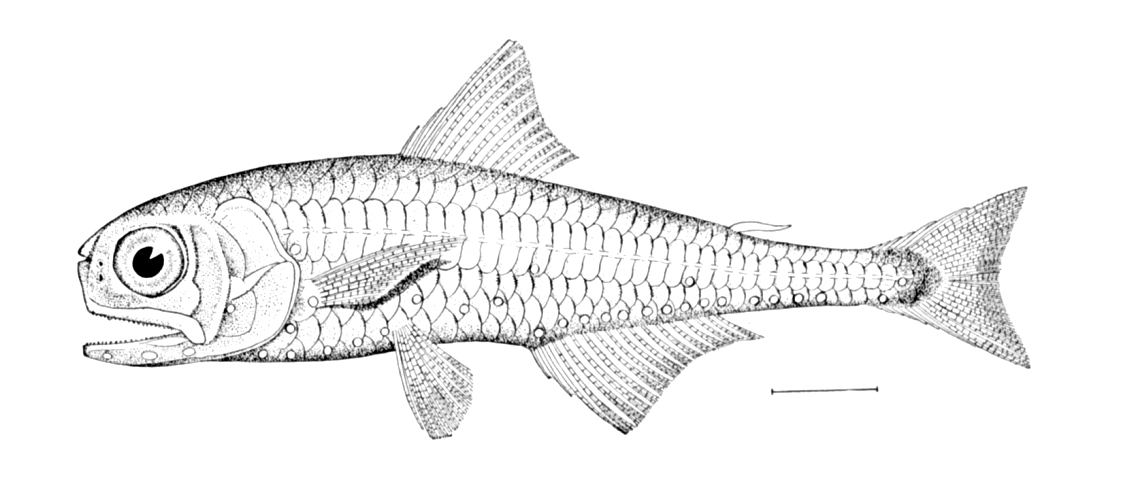
アラハダカ（Myctophum asperum）

ハダカイワシ科 Myctophidae は33属248種で構成される。北極海・南極海を含む全世界の海洋に分布する。臀鰭の起始部は背鰭の直下か、すぐ後ろに位置する。ほとんどの種類は浮き袋をもつ。1種を除き発光器をもち、体側面や頭部に塊状あるいは列状に配置される。ハダカイワシ亜科および Lampanyctinae 亜科の2亜科に細分されることもある。体長は数cm～20cm。
- イタハダカ属 Diogenichthys
- ウラハダカ属 Notolychnus
- オオクチイワシ属 Notoscopelus
- オオメハダカ属 Protomyctophum
- オジロハダカ属 Idiolychnus
- カガミイワシ属 Lampadena
- キララハダカ属 Loweina
- クロハダカ属 Taaningichthys
- ゴコウハダカ属 Ceratoscopelus
- ススキハダカ属 Myctophum
- セッキハダカ属 Stenobrachius
- ソコハダカ属 Benthosema
- ダルマハダカ属 Electrona
- ツマリハダカ属 Triphoturus
- トミハダカ属 Lampanyctus
- トンガリハダカ属 Nannobrachium
- ドングリハダカ属 Hygophum
- ナガハダカ属 Symbolophorus
- ハダカイワシ属 Diaphus
- ブタハダカ属 Centrobranchus
- ホクヨウハダカ属 Tarletonbeania
- ミカヅキハダカ属 Bolinichthys
- 他11属